# Quintus Aurelius Symmachus

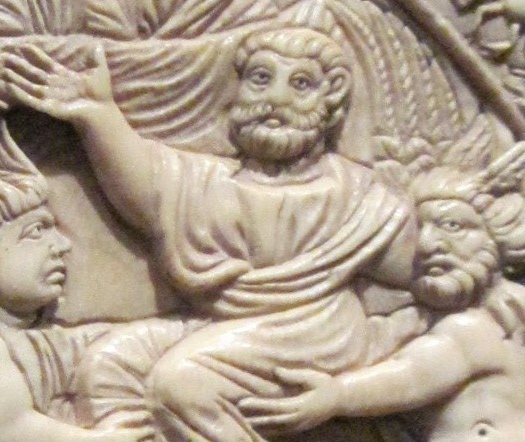
Quintus Aurelius Symmachus.

Quintus Aurelius Symmachus, född omkring 345, död omkring 402, var en romersk talare.
Symmachus var en av det hedniska partiets sista och mest lysande förkämpar, tillhörde en av det senare romerska kejsardömets förnämaste familjer och var själv son till en stadsprefekt i Rom. Han erhöll sin uppfostran i Gallien samt var 373 prokonsul i Afrika och 391 konsul. På grund av sin stora rikedom och de höga ämbeten han beklädde (han var bland annat även pontifex) blev Symmachos den hedniska senatens målsman mot de kristna kejsarna vid deras angrepp på Roms gamla statsreligion. Av Gratianus blev han landsförvisad för sin opposition mot borttagandet av segergudinnans bild och altare från senatshuset. Valentinianus II lät honom återvända och gjorde honom till stadsprefekt 384. Symmachus skrev då sitt bekanta brev till kejsaren om återställandet av ovan nämnda helgedomar, vilket föranledde motskrifter från Ambrosius av Milano och, i poetisk form, från Prudentius. Av hans tal finns nio fragment. Dessutom finns tio böcker bevarade vari Symmachus son samlat faderns brev och ämbetsskrivelser, av vilka de förra till formen nära efterbildar Plinius den yngres arbeten. En kritisk upplaga av Symmachus skrifter, först publicerade av Angelo Mai (1815 och 1825), utgavs av Otto Seeck i Monumenta Germaniae Historica (1883).